# Asia (Boris)
Asia è il ventiduesimo album in studio del gruppo musicale giapponese Boris, pubblicato nel 2015.
Il disco è stato pubblicato simultaneamente ad altri due, ovvero Urban Dance e Warpath.

## Tracce
1. Terracotta Warrior – 20:38
2. Ant Hill – 10:13
3. Talkative Lord vs Silent Master – 10:31